# Boys Noize

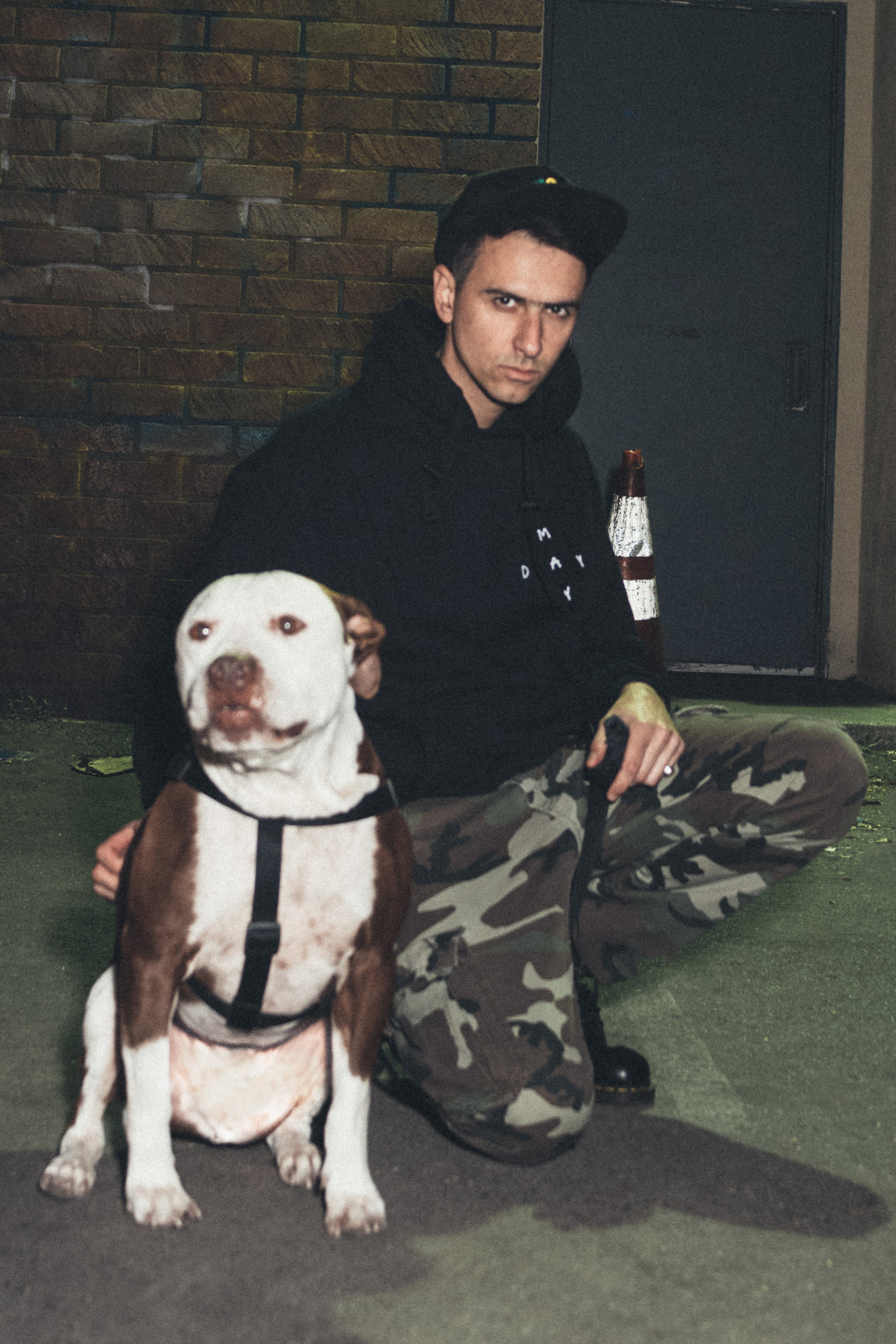
Boys Noize 2021

Boys Noize (bürgerlich Alexander Ridha, * 22. August 1982 in Hamburg) ist ein deutscher Produzent und DJ. Der für den Grammy Award nominierte Künstler hat mit international bekannten Musikern zusammengearbeitet, unter anderem bildet er zusammen mit Skrillex das Duo Dog Blood sowie gemeinsam mit Chilly Gonzales das Duo Octave Minds. Das amerikanische Magazin Rolling Stone listete Boys Noize als einen der zehn weltweit bedeutendsten DJs. Er ist außerdem Inhaber des 2005 von ihm gegründeten Musiklabels Boysnoize Records und lebt in Berlin.

## Biografie

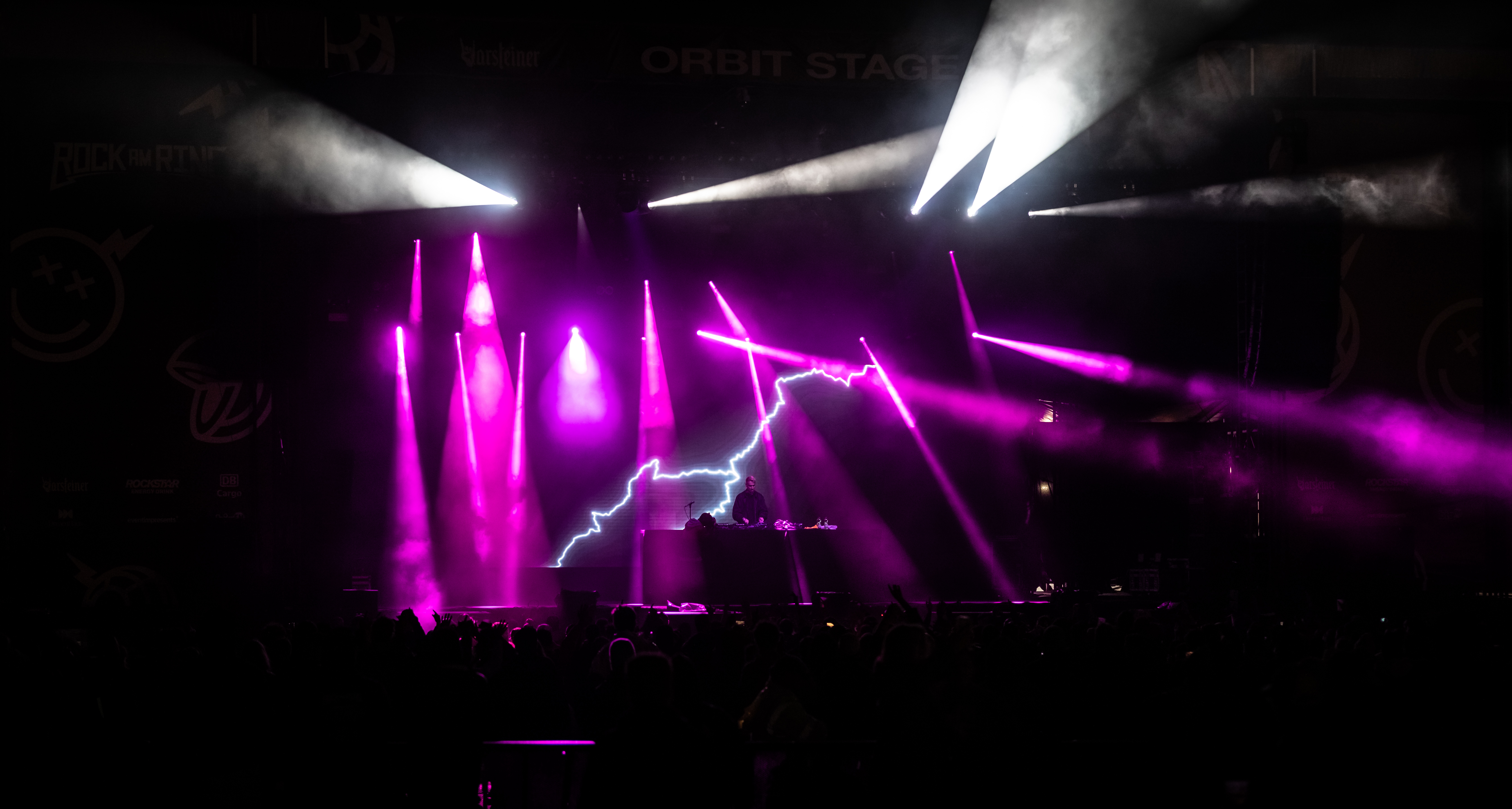
Boys Noize live bei Rock am Ring 2022

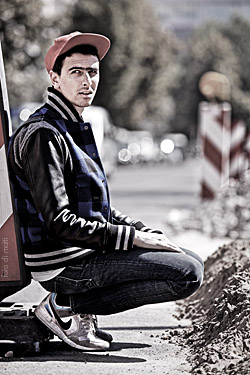
Boys Noize, Berlin 2009

Ridha wurde in Hamburg geboren und war seit seiner Kindheit musikinteressiert; als Jugendlicher arbeitete er in einem Plattenladen. Nach eigenen Angaben prägte die House-Kultur in den 1990er-Jahren seinen Musikgeschmack. Er begann, als DJ in kleineren Clubs aufzulegen, und erhielt noch zu Schulzeiten ein erstes regelmäßiges Engagement in einem Nachtclub. Ridha zog im Jahr 2003 nach Berlin, wo er seither lebt.
Seine Anfänge im kommerziellen Musik-Business hatte er als Kid Alex zusammen mit dem Hamburger DJ Andreas Meid.
Ridha wird den Musikrichtungen Techno, Electro und House zugeordnet. 2005 gründete Boys Noize das Label Boysnoize Records, bei dem seine darauffolgenden Alben und Singles veröffentlicht wurden, und auf dem auch verschiedene internationale Künstler veröffentlichen.

### Kollaborationen, Produktionen
Als Produzent oder Autor fungierte er außerdem für Künstler wie ASAP Rocky, Frank Ocean, Arca, Snoop Dogg, G-Dragon, Kungs, The National sowie Justin Vernon mit seiner Band Bon Iver. 2015 arbeitete er mit Jean Michel Jarre auf dessen für den Grammy nominierten Album Electronica 1 – The Time Machine beim Track The Time Machine zusammen. Bei dem 2020 mit dem Grammy ausgezeichneten Charthit Rain on Me der Interpretinnen Lady Gaga und Ariana Grande war Boys Noize als Autor beteiligt. 2024 wurde er von Trent Reznor von Nine Inch Nails beauftragt, den Soundtrack zum Film Challengers – Rivalen mit Zendaya in der Hauptrolle, der von Reznor und Atticus Ross komponiert wurde, neu zu interpretieren und zu remixen.
Seit 2012 arbeitet Boys Noize regelmäßig mit Skrillex zusammen, mit dem er das Musikduo Dog Blood bildet. Ihre erste Single Next Order / Middle Finger erschien im August 2012, danach folgten die Alben Middle Finger Pt. 2 (2013) und Turn Off the Lights (2019). Für die gemeinsame Single Midnight Hour aus letzterem Album erhielten Boys Noize, Skrillex und Ty Dolla Sign eine Nominierung für den Grammy Award in der Kategorie Best Dance Recording. Im Sommer 2023 veröffentlichte Dog Blood mit Fine Day Anthem eine weitere gemeinsame Single.
Weitere Kollaborationen erfolgten unter anderem mit Tommy Cash, Rico Nasty, Kelsey Lu, Pussy Riot, Shygirl, Ty Dolla Sign, VTSS, Poliça und Hudson Mohawke.
Im Jahr 2010 produzierte Boys Noize zusammen mit Chilly Gonzales dessen Album Ivory Tower. In den folgenden Jahren kam es zu weiteren Kollaborationen und 2015 gründeten sie die gemeinsame Musikgruppe Octave Minds.
Boys Noize arbeitete mit dem Designer Virgil Abloh bei dessen erster Musikveröffentlichung zusammen, der EP Orvnge (2018), die auf Boys Noizes Sublabel BNR Trax erschien. Zudem veröffentlichten Abloh und Boys Noize eine gemeinsame Modekollektion bei Ablohs Modelabel Off-White.
Unter anderem machte Boys Noize Remixe für Afrika Bambaataa, A-Trak, Bananarama, Bloc Party, DAF, Daft Punk, David Lynch, Depeche Mode, Diplo, Feist, Pet Shop Boys, Rammstein, Röyksopp, Solomun, The Chemical Brothers und Yeah Yeah Yeahs.

### DJ
Boys Noize absolviert seit den 2000er-Jahren weltweit Auftritte als DJ. Er spielt regelmäßig Shows in den Vereinigten Staaten, zudem tritt er auch in Südamerika, Asien und Australien auf. Er legt auf Festivals wie Coachella oder Glastonbury auf, hat aber auch jährlich Auftritte im Technoclub Berghain. Mit Skrillex, mit dem er zusammen Dog Blood bildet, trat er mehrfach gemeinsam auf – so beispielsweise im Januar 2024 auf dem Friendship Festival, das auf dem Kreuzfahrtschiff Norwegian Joy über mehrere Tage gegeben wurde. Boys Noize spielt dabei auch Live-Shows, so etwa 2012 bei der Out of the Black-Tour. Im Jahr 2025 tourte er mit Nine Inch Nails und spielte nicht nur im Vorprogramm, sondern stand auch gemeinsam mit der Band auf der Bühne.

### Werbemusik, Filmmusik
Boys Noize arbeitete an Werbemusik für Konzerne wie Mercedes-Benz oder Rihannas Modeunternehmen Fenty Beauty. Für Lady Gaga schuf er Musik für ihre Modelinie House Labs und arbeitete am Sounddesign ihrer Bühnenshow Enigma in Las Vegas. Außerdem lieferte er 2023 Musik für die Bühnenshow von Dita Von Teese.
Im Bereich der Filmmusik steuerte Boys Noize 2014 den Titelsong zum Thriller Who Am I – Kein System ist sicher (2014) bei. Boys Noizes Track & Down ist auf dem Soundtrack des im Jahr 2008 erschienenen Computerspiels Grand Theft Auto IV auf dem fiktiven Radiosender Electro Choc zu hören.

### Eigene Veröffentlichungen
Sein Debütalbum Oi Oi Oi wurde im September 2007 veröffentlicht. Die erste Single aus diesem Album war Don’t Believe The Hype. Nachdem die beiden Singles Jeffer und Starter im August 2009 veröffentlicht wurden, erschien Boys Noizes zweites Soloalbum Power am 29. September 2009. 2010 gründete Boys Noize mit BNR Trax ein Sublabel von Boysnoize Records.
2012 trat Boys Noize unter dem Pseudonym Elax in Erscheinung; der erste Song unter diesem Pseudonym war auf dem von Boysnoize Records herausgegebenem Album Miami Noize 3 unter dem Titel Don’t Do It zu finden. Im Oktober 2012 veröffentlichte Boys Noize sein drittes Studioalbum Out Of The Black.
2013 feierte Boysnoize Records seine 100. Veröffentlichung; The Chemical Brothers und Justice steuerten zu diesem Anlass Remixe von XTC und Ich R U bei. Ebenfalls 2013 veröffentlichte Boys Noize die EP Go Hard.
Im Mai 2016 erschien Boys Noizes viertes Studioalbum Mayday, für welches er mit Poliça, Hudson Mohawke, Benga, Remy Banks und Spank Rock zusammenarbeitete. Der gleichnamige Track Mayday war außerdem Teil der Filmmusik von Oliver Stones Filmbiografie Snowden. 2018 publizierte das Label Diynamic die EP Sueño von Boys Noize, für die er erneut das Pseudonym Elax verwendete. 2020 erreichte der Song Layle des syrischen Sängers Omar Souleyman in einem Remix von Boys Noize eine Platzierung in den Flämischen Charts in Belgien.
2021 wurde mit +/- ein weiteres Studioalbum von Boys Noize veröffentlicht, auf dem er unter anderem mit Künstlern wie Chilly Gonzales, Rico Nasty und Kelsey Lu zusammenarbeitete. Seit Gründung des eigenen Labels erscheint die Mehrzahl von Boys Noizes Arbeiten dort, weiterhin veröffentlichte er bei Defected Records und Diynamic, das Label des DJs Solomun, mit dem er auch mehrmals gemeinsam aufgetreten ist.

## Auszeichnungen
2010 erhielt Boys Noize den Independent Music Award. Außerdem wurde er vom Online-Musikdienst Beatport in drei aufeinanderfolgenden Jahren zum „Best Electronic Act“ gewählt.
2020 erhielt er eine Nominierung bei den Grammy Awards in der Kategorie Best Dance Recording für das Lied Midnight Hour, eine Zusammenarbeit mit Skrillex und Ty Dolla Sign. 2021 wurde Rain on Me von Lady Gaga und Ariana Grande, an dem er als Autor beteiligt gewesen war, mit dem Grammy als Best Pop Duo/Group Performance ausgezeichnet.

## Rezeption
Alexander Ridha alias Boys Noize wird von Allmusic als einer der „bekanntesten Namen der House-Electro-Szene in den 2000er- und 2010er-Jahren“ beschrieben. Die amerikanische Ausgabe des Musikmagazins Rolling Stone listete Boys Noize im Jahr 2012 als einen der zehn wichtigsten DJs der Welt. Das Magazin Billboard sah ihn 2021 als „Legende der Dance-Musik-Welt“, der einerseits „Underground-Ikone“, andererseits aber auch eine „Kraft im Mainstream“ sei, was eine „seltene und beneidenswerte“ Position in der Musikwelt sei. Forbes beschrieb in einer Albumkritik für +/- Boys Noize als einen Künstler, der „stilistische Grenzen in seinen Produktionen aufbricht“, da er einerseits in der Technomusik verortet sei, er aber unter anderem durch Kollaborationen mit anderen Künstlern immer wieder auch andere Musikstile einbringe.

## Diskografie

### Studioalben
| Jahr | Titel Musiklabel                          | Höchstplatzierung, Gesamtwochen, AuszeichnungChartplatzierungen (Jahr, Titel, Musiklabel, Platzierungen, Wochen, Auszeichnungen, Anmerkungen) | Höchstplatzierung, Gesamtwochen, AuszeichnungChartplatzierungen (Jahr, Titel, Musiklabel, Platzierungen, Wochen, Auszeichnungen, Anmerkungen) | Höchstplatzierung, Gesamtwochen, AuszeichnungChartplatzierungen (Jahr, Titel, Musiklabel, Platzierungen, Wochen, Auszeichnungen, Anmerkungen) | Höchstplatzierung, Gesamtwochen, AuszeichnungChartplatzierungen (Jahr, Titel, Musiklabel, Platzierungen, Wochen, Auszeichnungen, Anmerkungen) | Anmerkungen                              |
| Jahr | Titel Musiklabel                          | CH | BEF | BEW | FR | Anmerkungen                              |
| ---- | ----------------------------------------- | --- | --- | --- | --- | ---------------------------------------- |
| 2007 | Oi Oi Oi Boysnoize Records                | — | BEF65 (8 Wo.)BEF | — | FR95 (5 Wo.)FR | Erstveröffentlichung: 28. September 2007 |
| 2009 | Power Boysnoize Records                   | — | BEF24 (6 Wo.)BEF | BEW62 (3 Wo.)BEW | FR144 (3 Wo.)FR | Erstveröffentlichung: 28. September 2009 |
| 2012 | Out of the Black Boysnoize Records        | CH90 (1 Wo.)CH | BEF49 (5 Wo.)BEF | BEW49 (2 Wo.)BEW | FR123 (1 Wo.)FR | Erstveröffentlichung: 5. Oktober 2012    |
| 2015 | Strictly Raw Vol. 1 Boysnoize Records     | — | — | — | — | Erstveröffentlichung: 22. Juni 2015      |
| 2016 | Mayday Boysnoize Records                  | — | BEF87 (1 Wo.)BEF | BEW128 (2 Wo.)BEW | — | Erstveröffentlichung: 20. Mai 2016       |
| 2018 | Strictly Raw Vol. 2 Boysnoize Records     | — | — | — | — | Erstveröffentlichung: 16. März 2018      |
| 2018 | Strictly Bvnkers Vol. 1 Boysnoize Records | — | — | — | — | Erstveröffentlichung: 1. Mai 2020        |
| 2021 | +/- Boysnoize Records                     | — | — | — | — | Erstveröffentlichung: 24. September 2021 |

### Remixalben
| Jahr | Titel Musiklabel                                 | Höchstplatzierung, Gesamtwochen, AuszeichnungChartplatzierungen (Jahr, Titel, Musiklabel, Platzierungen, Wochen, Auszeichnungen, Anmerkungen) | Höchstplatzierung, Gesamtwochen, AuszeichnungChartplatzierungen (Jahr, Titel, Musiklabel, Platzierungen, Wochen, Auszeichnungen, Anmerkungen) | Anmerkungen                         |
| Jahr | Titel Musiklabel                                 | BEF | BEW | Anmerkungen                         |
| ---- | ------------------------------------------------ | --- | --- | ----------------------------------- |
| 2008 | Bugged Out! pres. Suck My Deck Boysnoize Records | BEF43 (5 Wo.)BEF | BEW93 (1 Wo.)BEW | Erstveröffentlichung: 17. März 2008 |

Weitere Remixalben
- 2008: BNR vol. 1 (Boysnoize Records)
- 2008: I Love Techno 2008 (mixed by Boys Noize) (Boysnoize Records)
- 2008: Oi Oi Oi Remixed (Boysnoize Records)
- 2009: Electro Techno Thunder! (mixed by Boysnoize) (MIXMAG 06/09 Beilage)
- 2009: Power (Boysnoize Records)
- 2011: The Remixes 2004–2011 (Boys Noize Records)
- 2014: Out Of The Black: The Remixes (Boysnoize Records)
- 2024: Challengers (MIXED) by Boys Noize (Milan Records)

### Singles
- 2004: The Bomb / Boy Neu (International Deejay Gigolo Records)
- 2005: Are You In? (Datapunk)
- 2005: Erole Attakk (Turbo Records)
- 2005: Optic / He-Man (Boysnoize Records)
- 2005: Volta 82 (Boysnoize Records)
- 2006: Feel Good (TV=Off) (Kitsuné Music)
- 2006: Kill The Kid / War (Boysnoize Records)
- 2007: & Down (Boysnoize Records)
- 2007: Don’t Believe The Hype (Boysnoize Records)
- 2007: Lava Lava / My Head(Para One Remix) (Boysnoize Records)
- 2008: Oi Oi OiRemixed EP (Boysnoize Records)
- 2009: Death Suite / Waves mit Erol Alkan (Boys Noize Records)
- 2009: Starter / Jeffer (Boys Noize Records)
- 2010: Transmission (Boys Noize Records)
- 2010: Lemonade / Avalanche  mit Erol Alkan (Phantasy)
- 2010: Kontact Me  (Boys Noize Records)
- 2010: 1010 / Yeah (Boys Noize Records)
- 2010: Nott (Boys Noize Records)
- 2010: Trooper (Boys Noize Records)
- 2012: XTC (Boys Noize Records)
- 2012: ICH R U (Boys Noize Records)
- 2016: Overthrow (Boys Noize Records)
- 2018: Disco Inferno (mit Marteria & Haftbefehl)
- 2018: Orange (mit Virgil Abloh)
- 2018: Killer (feat. Steven A. Clark)
- 2020: Buchla 100
- 2020: Girl Crush
- 2020: Mvinline
- 2021: All I Want (feat. Jake Shears)
- 2021: Affection (feat. Abra)
- 2022: Love & Validation (feat. Kelsey Lu)
- 2022: Trip (feat. Skream)
- 2023: Steady Pace (feat. VTSS)
- 2023: Fine Day Anthem (feat. Skrillex)
- 2023: Chastity (feat. Pussy Riot)
- 2024: Arintintin (mit Rico Nasty)
- 2024: tell me (feat. Shygirl)

### Remixe
- 2005: Auf der Lauer aua aua – Göpfrich & Gerlach
- 2005: My Conversation – Kid Alex
- 2005: Shadowbreaker – John Starlight
- 2006: All I Wanna Do Is Break Some Hearts – Kreeps
- 2006: Banquet – Bloc Party
- 2006: Bom Bom Bom – Living Things
- 2006: Cocotte – Teenage Bad Girl
- 2006: Daily Disco – Lützenkirchen
- 2006: Dudun-Dun – Para One
- 2006: Fine Dining With The Future – Foreign Islands
- 2006: Frau – I-Robots
- 2006: Le Disko – Shiny Toy Guns
- 2006: Move My Body – Tiga
- 2006: My Moon My Man – Feist
- 2006: Personal Jesus – Depeche Mode
- 2006: The Acid Never Lies – Riot In Belgium
- 2007: Phantom Pt. 2 – Justice
- 2007: Putting Holes In Happiness – Marilyn Manson
- 2008: Sensual Seduction – Snoop Dogg
- 2008: Working Together – Gonzales
- 2009: Focker – Late Of The Pier
- 2009: Happy Up Here – Röyksopp
- 2009: Let the Beat Rock – The Black Eyed Peas
- 2009: Mirror Error – The Faint
- 2009: Say Whoa – A-Trak
- 2009: The Geeks Were Right – The Faint (Boys Noize Vs. D.I.M.)
- 2009: Wrong – Depeche Mode (Boys Noize Vs. D.I.M.)
- 2010: You don’t know Love – Editors
- 2010: Hot n’ Fun – N.E.R.D
- 2010: Swoon – The Chemical Brothers
- 2010: Invisible Light – Scissor Sisters
- 2010: Good Day Today – David Lynch
- 2011: End of Line – Daft Punk
- 2012: Mein Herz brennt – Rammstein
- 2013: Axis – Pet Shop Boys
- 2017: Randy – Justice
- 2018: Chabos wissen wer der Babo ist – Haftbefehl
- 2018: B-Plug – Dense & Pika
- 2018: Blade Runner – Autotune
- 2020: Layle – Omar Souleyman
- 2020: Chapel – Willaris. K feat. WaveIQ
- 2021: Stargon – A. G. Cook[78]
- 2021: Low – Chet Faker
- 2021: Reincarnate – Rein
- 2021: Release Me – Rein
- 2021: Rage – Pussy Riot
- 2022: Zick Zack – Rammstein
- 2022: HARD – Sophie
- 2022: Wolf – Yeah Yeah Yeahs
- 2023: Venus – Bananarama
- 2023: Kepko – Sega Bodega